# NS série 1900
Les série 1900 des Nederlandse Spoorwegen (NS) sont des locomotives à vapeur de disposition American (220) construites par la Hollandsche IJzeren Spoorweg-Maatschappij (HSM) pour la traction de trains rapides. Elles dérivent des locomotives série 1600 tout en étant plus puissantes et pourvues d'un surchauffeur.

## Histoire

### Genèse
La Compagnie du chemin de fer de Hollande (HSM) réceptionne en 1890 quatre des neuf locomotives série 100 de la Nederlandsche Centraal-Spoorweg-Maatschappij (NRS) construites un an auparavant et met la main l'année suivante sur le reste de la série. Ces locomotives d’inspiration anglaise, puissantes et rapides, donnent pleinement satisfaction au point que les ingénieurs de la HSM renoncent à leurs  passées au profit de nouvelles commandes pour 50 locomotives fort semblables livrées par des industries britanniques entre 1891 et 1903. La série est immatriculée 350 à 408 en comptant les neuf machines ex-NRS de 1889.
Des locomotives tender de disposition 221T (série 701 à 755) reprennent le mécanisme et la chaudière des locomotives de vitesse et servent aux trains de voyageurs omnibus.
Omniprésentes en tête des trains de voyageurs les plus importants de la compagnie, et aussi utilisées sur des parcours régionaux, les 350-408 commencent à montrer leurs limites au début du XXe siècle. La compagnie ne souhaite toutefois pas étudier un modèle entièrement nouveau et décide d'appliquer la technologie de la surchauffe aux locomotives à cylindres intérieurs d'origine anglaise.

### Mise au point

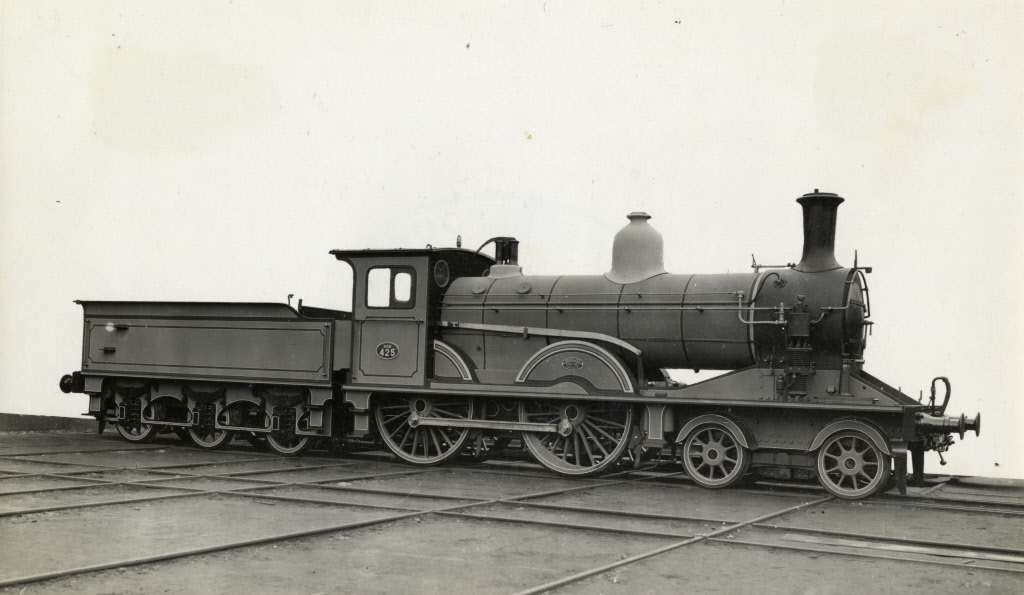
Photo de constructeur de la 425 (1907).

Les premières locomotives à surchauffe de la HSM sont les 771-772 de 1907, dérivées des locomotives-tender série 701 dont elles se distinguent par un aspect plus massif. La même formule est appliquée par leur constructeur, Werkspoor, pour la création de locomotives de vitesse avec une chaudière disposée plus haut, des tiroirs de distribution cylindriques[réf. nécessaire] et des cylindres agrandis. Cinq locomotives numérotées 421-425 sont livrées en 1907.
Des essais comparatifs fort satisfaisants montrent une économie de charbon de 15 à 17 % par rapport à leurs devancières. De nouvelles commandes sont passées à Werkspoor portant la série à 40 exemplaires en 1913.
Des chaudières identiques et interchangeables seront utilisées avec les 222T série 801-812 construites en 1914-1915.

### Carrière

La 457 (date inconnue).

Affectées en priorité aux trains les plus lourds et importants de la compagnie sur les lignes principales, elles sont rapidement dépassées par l'augmentation du poids des trains avec l'arrivée des voitures à bogies et la généralisation de matériel plus confortable augmentant le poids mort et l'espace par passager.
La série 420, tributaire de locomotives âgées de presque 24 ans, a atteint sa limite d'évolution et doit être remplacée par un modèle entièrement neuf. Plutôt que de réaliser une Ten wheel à trois essieux moteurs comme leur rival des Staatsspoorwegen, la HSM préfère en rester à la solution des deux essieux moteurs et des cylindres intérieurs, ajoutant de la puissance et de l'effort de traction. Les cinq premières locomotives série 501-535 sont construites en Allemagne avant que Werkspoor ne prenne le relai. Elles relèguent les 421-460 aux trains express moins lourds et à certains omnibus, contribuant au retrait d'antiques locomotives construites avant 1880.
En 1921, la mise en commun du matériel des SS et HSM, prélude à la création des Nederlansche Spoorwegen, entraîne leur renumérotation dans la série des 1901 à 1940.
Toutes sont encore en service lors de l'invasion de 1940 mais les 1906, 1934-1935 et 1937 sont perdues au cours du conflit et plusieurs autres sont sérieusement endommagées. Le retrait de la série est déjà décidé et toutes sont rayées des inventaires entre 1946 et 1949, suivant de peu l'envoi à la ferraille de leurs devancières de la série 350.
Aucune locomotive série 1900 n'est préservée faisant de la 107 de 1889, ex-NRS, la seule survivante de cette famille de locomotives.